# Dysphania niepelti
Dysphania niepelti là một loài bướm đêm trong họ Geometridae.